# The Journal of Organic Chemistry
The Journal of Organic Chemistry (abreviatura J. Org. Chem.) és una revista científica que publica contribucions originals d'investigació fonamental en totes les branques de la teoria i la pràctica de la química orgànica. És publicada per l'editorial ACS Publications de la Societat Química Americana, amb una freqüència d'un exemplar cada quinzena, que formen un volum anual. El factor d'impacte és 4,721 (2014). El primer exemplar sortí l'1 de març de 1936.